# Yerzhet Zharlykasyn
Yerzhet Zharlykasyn (en kazajo: Ержет Жарлықасын) es un deportista kazajo que compite en lucha grecorromana. Ganó una medalla de plata en el Campeonato Mundial de Lucha de 2024, en la categoría de 63 kg.

## Palmarés internacional
| Campeonato Mundial | Campeonato Mundial | Campeonato Mundial | Campeonato Mundial |
| Año                | Lugar              | Medalla            | Categoría          |
| ------------------ | ------------------ | ------------------ | ------------------ |
| 2024               | Tirana (Albania)   | Medalla de plata   | 63 kg              |